# Antrim and Newtownabbey
Antrim and Newtownabbey är ett distrikt i Nordirland i Storbritannien. Huvudorter är Antrim och Newtownabbey. Distriktet bildades 2015 i samband med en distriktsreform genom en sammanslagning av distrikten Antrim och Newtownabbey.
Större orter:
- Antrim
- Ballyclare
- Glengormley
- Newtownabbey